# Mosteiro de Fráguas
Mosteiro de Fráguas é uma povoação portuguesa do Município de Tondela que foi sede da extinta Freguesia de Mosteiro de Fráguas, freguesia que tinha 10,31 km² de área e 590 habitantes (2011), e, por isso, uma densidade populacional de 57,2 hab/km².
Com a reorganização administrativa de 2012, a Freguesia de Mosteiro de Fráguas foi agregada à Freguesia de Vilar de Besteiros para criar a União das Freguesias de Vilar de Besteiros e Mosteiro de Fráguas.

## População
| População da freguesia de Mosteiro de Fráguas | População da freguesia de Mosteiro de Fráguas | População da freguesia de Mosteiro de Fráguas | População da freguesia de Mosteiro de Fráguas | População da freguesia de Mosteiro de Fráguas | População da freguesia de Mosteiro de Fráguas | População da freguesia de Mosteiro de Fráguas | População da freguesia de Mosteiro de Fráguas | População da freguesia de Mosteiro de Fráguas | População da freguesia de Mosteiro de Fráguas | População da freguesia de Mosteiro de Fráguas | População da freguesia de Mosteiro de Fráguas | População da freguesia de Mosteiro de Fráguas | População da freguesia de Mosteiro de Fráguas | População da freguesia de Mosteiro de Fráguas |
| --------------------------------------------- | --------------------------------------------- | --------------------------------------------- | --------------------------------------------- | --------------------------------------------- | --------------------------------------------- | --------------------------------------------- | --------------------------------------------- | --------------------------------------------- | --------------------------------------------- | --------------------------------------------- | --------------------------------------------- | --------------------------------------------- | --------------------------------------------- | --------------------------------------------- |
| 1864                                          | 1878                                          | 1890                                          | 1900                                          | 1911                                          | 1920                                          | 1930                                          | 1940                                          | 1950                                          | 1960                                          | 1970                                          | 1981                                          | 1991                                          | 2001                                          | 2011                                          |
| 797                                           | 765                                           | 815                                           | 847                                           | 837                                           | 856                                           | 800                                           | 923                                           | 928                                           | 884                                           | 809                                           | 818                                           | 669                                           | 621                                           | 590                                           |

No censo de 1864 figura Mosteiro
| Distribuição da População por Grupos Etários | Distribuição da População por Grupos Etários | Distribuição da População por Grupos Etários | Distribuição da População por Grupos Etários | Distribuição da População por Grupos Etários | Distribuição da População por Grupos Etários | Distribuição da População por Grupos Etários | Distribuição da População por Grupos Etários | Distribuição da População por Grupos Etários | Distribuição da População por Grupos Etários |
| -------------------------------------------- | -------------------------------------------- | -------------------------------------------- | -------------------------------------------- | -------------------------------------------- | -------------------------------------------- | -------------------------------------------- | -------------------------------------------- | -------------------------------------------- | -------------------------------------------- |
| Ano                                          | 0-14 Anos                                    | 15-24 Anos                                   | 25-64 Anos                                   | > 65 Anos                                    |                                              | 0-14 Anos                                    | 15-24 Anos                                   | 25-64 Anos                                   | > 65 Anos                                    |
| 2001                                         | 83                                           | 78                                           | 300                                          | 160                                          |                                              | 13,4%                                        | 12,6%                                        | 48,3%                                        | 25,8%                                        |
| 2011                                         | 58                                           | 61                                           | 294                                          | 177                                          |                                              | 9,8%                                         | 10,3%                                        | 49,8%                                        | 30,0%                                        |

Média do País no censo de 2001:  0/14 Anos-16,0%; 15/24 Anos-14,3%; 25/64 Anos-53,4%; 65 e mais Anos-16,4%
Média do País no censo de 2011:   0/14 Anos-14,9%; 15/24 Anos-10,9%; 25/64 Anos-55,2%; 65 e mais Anos-19,0%

## Biblioteca José Gomes Bandeira
O espólio bibliográfico do escritor e jornalista José Gomes Bandeira (25 de Junho de 1937 - 28 de Dezembro de 2006) foi doado pela família para a biblioteca da freguesia que abriu em 9 de Dezembro de 2008.